# Alojzy Versiglia
Alojzy Versiglia (chiń. 雷鳴道; pinyin Léi Míngào; ur. 5 czerwca 1873 w Oliva Gessi we Włoszech, zm. 25 lutego 1930 w Chinach) – święty Kościoła katolickiego, włoski salezjanin, misjonarz, biskup, męczennik.

## Życiorys
W wieku 12 lat został przyjęty do szkoły salezjanów w Turynie przez św. Jana Bosko. W 1888 r. wstąpił do nowicjatu. Następnie w Turynie studiował filozofię, a teologię na Uniwersytecie Gregoriańskim w Rzymie. Święcenia kapłańskie przyjął 21 grudnia 1895 r. Po święceniach przez 10 lat był mistrzem nowicjatu. W 1906 r. udał się na misje do Chin. 22 kwietnia 1920 został wikariuszem apostolskim Shaoguan. Sakrę biskupią przyjął 9 stycznia 1921.
W 1930 r. biskup Versiglia postanowił wybrać się w podróż wizytacyjną do podległych mu placówek misyjnych. 25 lutego 1930 r. popłynął dżonką razem z Kalikstem Caravario, dwoma innymi misjonarzami, dwoma katechistami i uczennicami szkoły katechistycznej do Lin Tau Tsui. W południe, gdy przybyli na miejsce zostali zatrzymani przez piratów. Bandyci żądali znacznej sumy jako okupu. Zauważyli na pokładzie dziewczęta i chcieli zabrać je siłą. Misjonarze interweniowali, prosząc, żeby tego nie robili. Usiłowania te były daremne, piraci próbowali dostać się na pokład dżonki, misjonarze zagrodzili im drogę. Bandyci bili strzelbami biskupa Versiglia i księdza Caravario, tak, że ci padli zakrwawieni na ziemię. Następnie zabrali misjonarzy do lasu i tam zamordowali.

## Dzień wspomnienia
- 13 listopada
- 9 lipca w grupie 120 męczenników chińskich

## Proces beatyfikacyjny i kanonizacyjny
Został beatyfikowany 15 maja 1983 r. przez Jana Pawła II razem z Kalikstem Caravario. Kanonizowany w grupie 120 męczenników chińskich 1 października 2000 r. przez Jana Pawła II.